# Gianni Barcelloni Corte
Gianni Barcelloni Corte (Ancona, 25 settembre 1942 – Venezia, 30 dicembre 2015) è stato un produttore cinematografico e regista italiano.

## Filmografia

### Produttore
- Musica Popular Brasileira, regia di Gianni Amico (1966)
- Tropici, regia di Gianni Amico (1966)
- Appunti per un film sull'India, regia di Pier Paolo Pasolini (1968)
- Porcile, regia di Pier Paolo Pasolini (1969)
- Capricci, regia di Carmelo Bene (1969)
- Necropolis, regia di Franco Brocani (1970)
- Vento dell'est, regia di Jean-Luc Godard (1970)
- Lotte in Italia, regia di Jean Luc Godard (1970)
- Appunti per un'Orestiade africana, regia di Pier Paolo Pasolini (1970)
- Il leone a sette teste, regia di Glauber Rocha (1970)
- Cancer, regia di Glauber Rocha (1972)
- Claro, regia di Glauber Rocha (1975)
- La via del silenzio, regia di Franco Brocani (1980)

### Regista
- Tatù Bola  (Isabella e la morte) - film TV (1970)
- Abramo in Africa - film TV (1973)
- Desideria: la vita interiore (1980)